# Liste von Liedern Francis Poulencs
Dies ist eine Liste von Liedern Francis Poulencs.

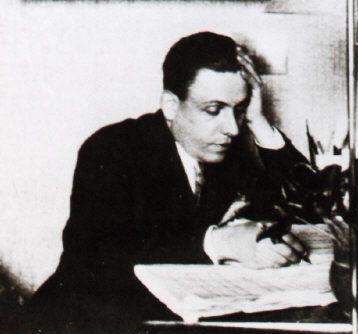
Francis Poulenc

## Kurzeinführung
Der französische Komponist Francis Poulenc (1899–1963) hat der 2013 erschienenen Biographie von Hervé Lacombe zufolge 170 Mélodies und Chansons mit Klavierbegleitung komponiert, wovon insgesamt nur 26 Lieder selbständig sind. Der französische Sänger Pierre Bernac (1899–1979), Poulencs langjähriger Duo-Partner und Verfasser eines Buches über Poulenc und seine Lieder, schreibt in einem anderen Buch über die Interpretation französischer Lieder (worin Poulenc ebenfalls einen breiten Raum einnimmt):

“Beyond all doubt, most of Francis Poulenc’s finest work was in the field of vocal composition – choral works, lyrical works, and melodies. His inspiration never flowed more spontaneously than when stimulated by a literary text.”

„Francis Poulenc hat zweifellos die meisten seiner besten Werke im Bereich der Vokalkomposition geschaffen: Chorwerke, lyrische Werke und Lieder. Niemals floss seine Inspiration spontaner, als wenn er durch einen literarischen Text angeregt wurde.“

Poulencs Lieder erschienen in den französischen Musikverlagen Max Eschig, Heugel, Leduc, Salabert und Durand.
Gesamteinspielungen seiner Lieder erschienen bei EMI und in neuerer Zeit bei Hyperion.

## Liste der Lieder
Die folgende Übersicht enthält Angaben zum Werkverzeichnis (FP …), Titel (Zyklus bzw. Einzeltitel), Textdichter u. a., sie erhebt keinen Anspruch auf Vollständigkeit.
- FP 15a (1919) Le Bestiaire (ou Cortège d’Orphée): Le Dromadaire; La Chèvre du Tibet; La Sauterelle; Le Dauphin; L’Écrevisse; La Carpe. Guillaume Apollinaire. Noten
- FP 16a (1919) Cocardes: Miel de Narbonne; Bonne d'enfant; Enfant de troupe. Jean Cocteau. Georges Auric gewidmet. Noten
- FP 38a (1924-5) Poèmes de Pierre Ronsard: Attributs; Le Tombeau; Ballet; Je n’ai plus que les os; À son page. Pierre de Ronsard. Noten
- FP 42 (1925) Chansons gaillardes: La Maîtresse volage; Chanson à boire; Madrigal; Invocations aux Parques; Couplets bachiques; L’Offrande; La Belle jeunesse; Sérénade. Anonyme Texte des 17. Jahrhunderts. Noten
- FP 44 (1927) Vocalise
- FP 46 (1927-8) Airs chantés: Air romantique; Air champêtre; Air grave; Air vif. Jean Moréas. Noten
- FP 55 (1930) Épitaphe. François de Malherbe. Noten
- FP 57 (1931) Trois poèmes de Louise Lalanne:  Le Présent; Chanson; Hier. Louise Lalanne. Noten
- FP 58 (1931) Quatre poèmes de Guillaume Apollinaire: L’Anguille; Carte postale; Avant le cinéma; 1904. Guillaume Apollinaire. Noten
- FP 59 (1931) Cinq poèmes de Max Jacob: Chanson bretonne; Le Cimetière; La Petite servante; Berceuse; Souric et Mouric. Max Jacob. Noten
- FP 69 (1934) Huit chansons polonaises: La Couronne; Le Départ; Les Gars polonais; Le Dernier Mazour; L’Adieu; Le Drapeau blanc; La Vistule; Le Lac. Anonym in frz. und poln. Noten
- FP 77 (1935) Cinq poèmes de Paul Éluard: Peut-il se reposer?; Il la prend dans ses bras; Plume d’eau claire; Rôdeuse au front de verre; Amoureuse. Paul Éluard. Noten
- FP 78 (1935) À sa guitare. Ronsard. Noten
- FP 86 (1936-7) Tel jour telle nuit: Bonne journée; Une ruine coquille vide; Le Front comme un drapeau perdu; Une roulotte couverte en tuiles; À toutes brides; Une herbe pauvre; Je n’ai envie que de t’aimer; Figure de force brûlante et farouche; Nous avons fait la nuit. Paul Éluard. Noten
- FP 91 (1937) Trois poèmes de Louise de Vilmorin: Le Garçon de Liège; Au-delà; Aux officiers de la garde blanche. Louise de Vilmorin
- FP 94 (1938) Deux poèmes de Guillaume Apollinaire: Dans le jardin d’Anna; Allons plus vite. Guillaume Apollinaire. Noten
- FP 98 (1938-9) Miroirs brûlants: Tu vois le feu du soir; Je nommerai ton front; Paul Éluard. Noten
- FP 92 (1938) Le Portrait. Colette
- FP 96 (1938) La Grenouillère. Guillaume Apollinaire. Noten
- FP 95 (1938) Priez pour paix. Charles de Valois, duc d’Orléans. Noten
- FP 99 (1939) Ce doux petit visage. Paul Éluard. Noten
- FP 102 (1939) Bleuet. Guillaume Apollinaire
- FP 101 (1939) Fiançailles pour rire: La Dame d’André; Dans l’herbe; Il vole; Mon cadavre est doux comme un gant; Violon;  Fleurs. Louise de Vilmorin
- FP 107 (1940) Banalités: Chanson d’Orkenise; Hôtel; Fagnes de Wallonie; Voyage à Paris; Sanglots. Guillaume Apollinaire. Noten
- FP 117a (1942) Chansons villageoises: Chanson du Clair Tamis; Les Gars qui vont à la fête; C’est le joli printemps; Le Mendiant; Chanson de la fille frivole; Le Retour du sergent. Maurice Fombeure
- FP 121 (1943) Métamorphoses: Reine des mouettes; C’est ainsi que tu es; Paganini. Louise de Vilmorin
- FP 122 (1943) Deux poèmes de Louis Aragon: C; Fêtes galantes. Louis Aragon
- FP 127-1 (1941-5) Montparnasse. Guillaume Apollinaire
- FP 127-2 (1945) Hyde Park. Guillaume Apollinaire
- FP 131 (1946) Deux mélodies sur des poèmes de Guillaume Apollinaire: Le Pont; Un poème. Guillaume Apollinaire
- FP 132 (1946) Paul et Virginie. Raymond Radiguet. Noten
- FP 137 (1947) Mais mourir. Paul Éluard
- FP 144 (1947) Hymne. Jean Racine. Noten
- FP136 (1947) Trois chansons de Federico García Lorca: L’Enfant muet; Adeline à la promenade; Chanson à l’oranger sec. Federico García Lorca
- FP 134 (1947) Le Disparu. Robert Desnos
- FP 135 (1947) Main dominée par le cœur. Paul Éluard. Noten
- FP 140 (1948) Calligrammes: L’Espionne; Mutation; Vers le Sud; Il pleut; La Grâce exilée; Aussi bien que les cigales; Voyage. Guillaume Apollinaire
- FP 145 (1949) Les Bijoux de poitrine, mazurka. Louise de Vilmorin, Teil des gemeinschaftlichen Liederzyklus Les Mouvements du cœur zum Gedenken an Frédéric Chopin, mit Darius Milhaud, Henri Sauguet, Georges Auric, Jean Françaix und Léo Preger, uraufgeführt durch Doda Conrad (Bass)
- FP 147 (1950) La Fraîcheur et le Feu: Rayon des yeux; Le matin les branches attisent; Tout disparut; Dans les ténèbres du jardin; Unis la fraîcheur et le feu; Homme au sourire tendre; La Grande rivière qui va. Paul Éluard
- FP 157 (1954) Parisiana: Jouer du bugle; Vous n’écrivez plus? Max Jacob. Noten
- FP 158 (1954) Rosemonde. Guillaume Apollinaire. Noten
- FP 161 (1956) Le Travail du peintre: Pablo Picasso; Marc Chagall; Georges Braque; Juan Gris; Paul Klee; Joan Miró; Jacques Villon. Paul Éluard
- FP 163 (1956) Dernier Poème. Robert Desnos. Noten
- FP 169 (1956) Une chanson de porcelaine. Paul Éluard
- FP 178 (1960) La Courte Paille: Le Sommeil; Quelle aventure!; La Reine de cœur; Ba, be, bi, bo, bu; Les Anges musiciens; Le Carafon; Lune d’avril. Maurice Carême